# Електроклеш
Електрокле́ш (англ. Electroclash) — стиль електронної музики, що увібрав в себе елементи нової хвилі, панку та танцювальної електроніки.